# Cees van Hasselt
Cornelis Wilhelmus "Cees" van Hasselt (Roterdão, 5 de outubro de 1872 – Roterdão, 16 de janeiro de 1951) foi um futebolista e treinador de futebol neerlandês. Foi o primeiro técnico da história da seleção nacional, entre 1905 e 1908.

## Carreira como jogador
Quando jogava, Van Hasselt era defensor e atuou pelo Sparta Rotterdam entre 1893 e 1905, chegando a participar de amistosos contra vários times europeus no final do século XIX.

## Carreira como treinador

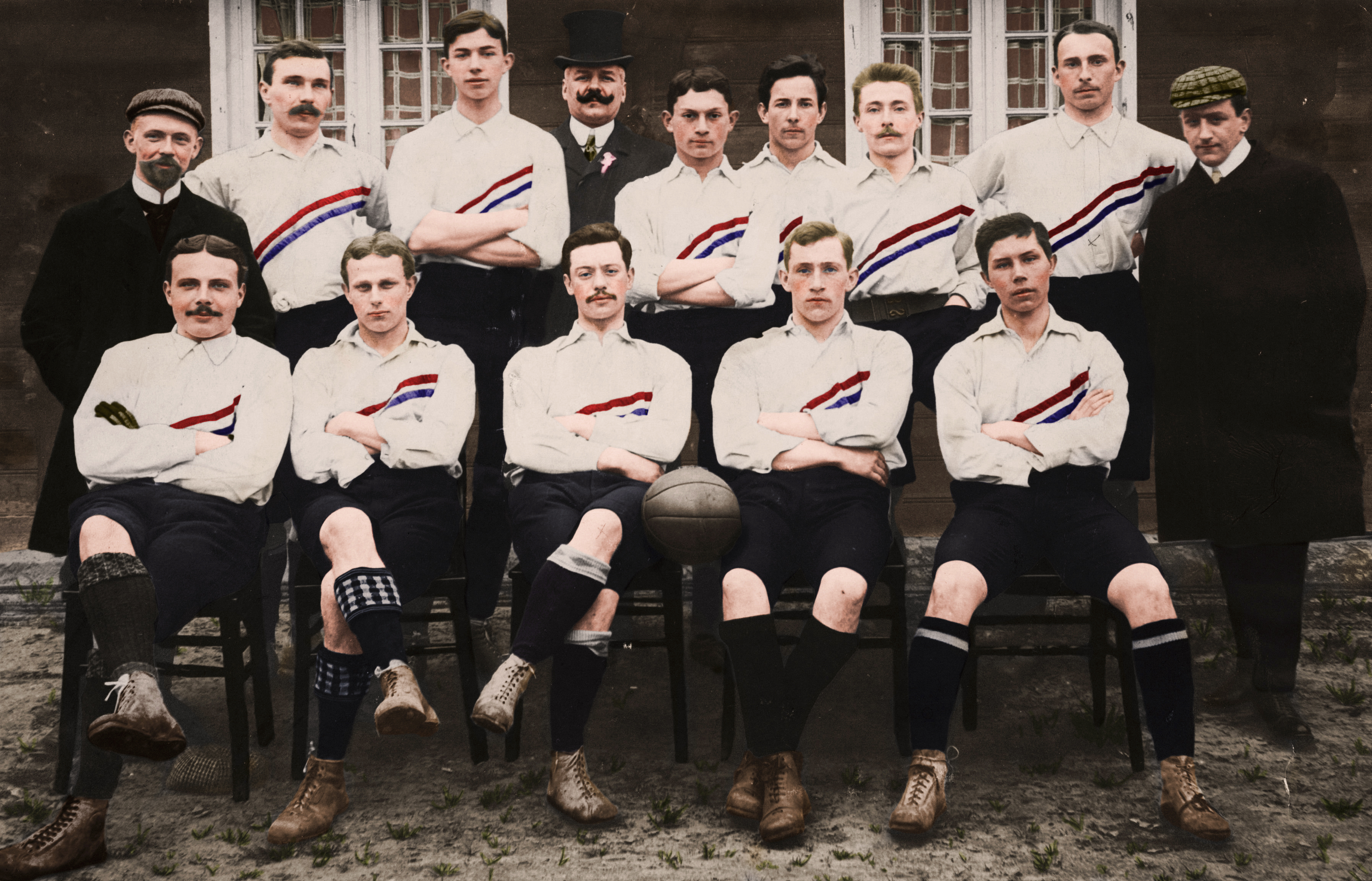
A Seleção Neerlandesa de 1905, em foto colorizada. Van Hasselt aparece à esquerda, na fila superior

Antes de sua aposentadoria como jogador, Van Hasselt já organizava partidas amistosas contra a Bélgica em 1901, porém elas não eram reconhecidas pela Real Associação Neerlandesa de Futebol (KNVB), e apenas jogadores da segunda divisão nacional estavam disponíveis. Os belgas venceram os 4 primeiros jogos por 8–0, 1–0, 2–1 e 6–4.
Em 1904, os Países Baixos tornaram-se membros fundadores da FIFA e, em abril do ano seguinte, a seleção disputaria seu primeiro jogo oficial, derrotando a Bélgica por 4 a 1. Depois de 11 partidas (6 vitórias e 5 derrotas), Van Hasselt deixou a seleção (e a carreira de técnico) em 1908, sendo substituído pelo inglês Edgar Chadwick.

## Morte
Van Hasselt morreu em 16 de janeiro de 1951, vitimado por uma hemorragia estomacal. Em 1999, uma rua de sua cidade foi nomeada Kees van Hasseltstraat, na área residencial de Nieuw Terbregge.